# Авеева, Ева Владимировна
Ева Владимировна Авеева (родилась 31 июля 1985, Краснодар, РСФСР, СССР) — российская актриса.

## Биография
Родилась 31 июля 1985 года в городе Краснодаре, в семье потомственных художников. Евой актрису назвали в честь мамы. Однако по стопам родителей Авеева не пошла, с детства мечтала стать актрисой. По окончании школы, в неполные семнадцать лет самостоятельно поехала поступать в Москву, однако поступить в ГИТИС удалось лишь со второй попытки (поступила в 2003, окончила в 2007 году)
Сниматься в кино начала ещё будучи студенткой второго курса. На её счету среди прочих — главные роли в телесериалах «Смерть шпионам!», «Сёстры по крови», первая и сразу главная роль младшей сестры Дианы, принесла актрисе известность, а также в фильме «История любви, или новогодний розыгрыш» (в дуэте с Егором Бероевым). Работала также в театре «У Никитских ворот».
Была замужем за режиссёром Сергеем Лялиным (1962—2021), познакомился с будущей избранницей в 2006 году, во время съемок кинокартины «Последняя исповедь», затем снималась во многих его фильмах, но — принципиально, чтобы окружающие не думали, что она снимается «по блату» — только на вторых ролях.

- Мы прожили вместе 13 лет, и я снялась в нескольких фильмах Сергея — «Смерть шпионам», «История любви, или Новогодний розыгрыш», «Моё сердце с тобой». И я, и Сергей всегда держали дистанцию на площадке. Я никогда не позволяла себе лишнего пафоса. Для меня сниматься у близкого человека была двойная ответственность. Даже были проекты, когда мы старались не афишировать наши отношения.— Ева Авеева, из интервью газете «Аргументы недели», 2022 год

## Фильмография
- 2006 — Последняя исповедь — Нина Иванцова
- 2006 — Сёстры по крови — Диана
- 2007 — Затмение — Марина
- 2007 — Морозов — Оксана
- 2007 — Звезда империи — Анна Павлова
- 2007 — Смерть шпионам! — Зина, медсестра
- 2008 — История любви, или Новогодний розыгрыш — Полина
- 2009 — Бумеранг из прошлого — Полина Воронцова
- 2009 — Золото скифов — Света
- 2010 — Братаны-2 — Кристина
- 2011 — Дезертиры. Фильм № 7
- 2011 — Лесник — Люда
- 2011 — Линия русской обороны. Фильм № 6
- 2011 — Срочно в номер — Наташа Андрианова
- 2011 — 1937
- 2011 — Танец нашей любви — Светлана
- 2013 — Сёмин. Продолжение — Аня
- 2013 — Эйнштейн. Теория любви — Галя
- 2013 — Любить нельзя забыть — Лена
- 2013 — Дельта — Наташа Пархоменко
- 2013 — Жить дальше — Олеся
- 2013 — Карпов-2 — Анастасия Киселёва
- 2014 — Пока станица спит — Катюша
- 2014 — Полоса отчуждения — Даша, официантка
- 2014 — 2016 — Свет и тень маяка — Александра Малиновская
- 2015 — Пасечник 2 — Света, любовница Косолапова
- 2016 — Солнце в подарок — Ида Гуляева
- 2017 — Границы любви — Люба
- 2017 — Фитнес-клуб
- 2018 — Моё сердце с тобой — Яна, вторая жена Александра
- 2019 — Легенда Феррари — Варя Спесивцева, сестра адъютанта
- 2019 — Барс — Кира Мефодиева
- 2019 — Проба — Ева
- 2019 — Рая знает всё! — Оксана
- 2020 — Война семей
- 2020 — Заповедный спецназ — Ирина Лобова
- 2020 — За первого встречного — Зинаида Пискунова
- 2020 — Старые кадры — Тина Деева
- 2021 — Потерянные — Фигура
- 2023 — Тень Саламандры — Карина
- 2024 — Первый день счастливой жизни — Жанна
- 2024 — Жена пациента Потапова — Марина

## Награды
- Диплом IV Международного Кинофестиваля «Свирский МИФ» за лучшую актёрскую работу (фильмы «1937» и «Виктория»)[2]